# Semirhage
Semirhage is een van de dertien Verzakers, of - zoals zij zichzelf noemen - Uitverkorenen, uit de epische fantasyserie Het Rad des Tijds van de inmiddels overleden Amerikaanse schrijver Robert Jordan.
Onder de naam Nemene Samendar Boann was Semirhage in de Eeuw der Legenden een ongeëvenaard heelster van het lichaam. Boann bezat een opmerkelijke kalmte en gratie en werd als een schoonheid beschouwd. Ze was bekend om iedere wond te helen en zelfs mensen die aan de rand van de dood verkeerde terug te halen.
Echter, naast een bekwaam heelster was Boann ook een sadist. Terwijl Boann heelde, schepte ze er plezier in om mensen lichamelijk en geestelijk te pijnigen. De mensen die dit ondergingen, waren echter zo blij dat ze leefden, dat ze hierover hun mond hielden. De mensen van wie Boann echter vond dat ze geen meerwaarde voor de gemeenschap hadden, werden door middel van martelingen gedood.
Nemene Damendars donkere kant kwam enkele jaren na het boren van de Bres aan het licht. Ze werd door de Zaal der Dienaren tot orde geroepen en voor de keuze gesteld; Of ze zou tegen het machtsgeweld gebonden worden, of ze zou van de Ene Kracht afgesneden worden. Ze besloot dat beide keuzemogelijkheden geen opties waren en ze besloot haar ziel te verbinden met de Duistere. In Shayol Ghul zwoer ze als een van de eerste verzakers haar eden aan de Schaduw.
Semirhage was woedend op de Zaal en besloot de Zaal eigenhandig aan te pakken. Ze ontvoerde diverse leden van de Zaal en deze mensen kwamen door gruwelijke martelingen aan hun einde. Ze gebruikte haar kennis van lichaam om mensen te bekeren tot de Duistere. Als landvoogdes van de Schaduw viel ze op door haar wreedheid en gewelddadigheid. Ze perfectioneerde martelmethodes en bestudeerde hoe iemand een maximale pijn toegekend kon worden. Semirhage kwam ook tot de ontdekking dat een kring van 13 Myrddraal een geleid(st)er van de Ene Kracht tegen zijn/haar wil in tot de Duistere bekeerd kon worden. Semirhage leidde ten slotte ook een netwerk dat erop gericht was om verraders, spionnen en saboteurs te achterhalen en op te pakken.
Voor de verzegeling werkte Semirhage samen met Demandred en Mesaana. Nadat ze was losgebroken van de verzegeling, is Semirhage weer op vrij voeten.